# Lithoxus planquettei
Lithoxus planquettei es una especie de peces de la familia Loricariidae en el orden de los Siluriformes.

## Morfología
• Los machos pueden llegar alcanzar los 7 cm de longitud total.

## Hábitat
Es un pez de agua dulce y de clima tropical.

## Distribución geográfica
Se encuentran en Sudamérica: desde la  cuenca del río Maroni hasta la del río kaw (Guayana Francesa ).